# Salsola denudata
Salsola denudata är en amarantväxtart som beskrevs av Viktor Petrovitj Botjantsev. Salsola denudata ingår i släktet sodaörter, och familjen amarantväxter. Inga underarter finns listade i Catalogue of Life.